# NGC 3347B
NGC 3347B је спирална галаксија у сазвежђу Шмрк (Пумпа) која се налази на NGC листи објеката дубоког неба.
Деклинација објекта је - 36° 56' 11" а ректасцензија 10h 42m 0,2s. Привидна величина (магнитуда) објекта NGC 3347 износи 13,0 а фотографска магнитуда 13,7. NGC 3347B је још познат и под ознакама ESO 376-10, MCG -6-24-5, IRAS 10397-3640, PGC 31875.